# فرودگاه اوپالوک
فرودگاه اوپالوک (به انگلیسی: Aupaluk Airport) یک فرودگاه همگانی باربری با کد یاتا YPJ است که یک باند فرود شن دارد و طول باند آن ۱۰۷۰ متر است. این فرودگاه در کشور کانادا قرار دارد و در ارتفاع ۳۶ متری از سطح دریا واقع شده‌است.

## شرکت‌های هواپیمایی و مقصدهای پروازی
| شرکت‌های هواپیمایی | مقصدهای پروازی                                             |
| ----------------- | ---------------------------------------------------------- |
| ایر اینویت        | کانگیکسویواک، کانگیرسوک، کویواک، کواگتاگ، سللویت، تاسیوجاک |